# Vårdvärgspindel
Vårdvärgspindel (Erigonella hiemalis) är en spindelart som först beskrevs av John Blackwall 1841.  Vårdvärgspindel ingår i släktet Erigonella och familjen täckvävarspindlar. Arten är reproducerande i Sverige. Inga underarter finns listade i Catalogue of Life.